# HBCカップジャンプ競技会
HBCカップジャンプ競技会（エイチビーシーカップジャンプきょうぎかい）は、北海道放送の協賛により札幌市で開催されるスキージャンプの大会である。

## 概要
1959年に北海道初の民放である北海道放送の協賛により「HBC杯争奪ジャンプ大会」として第1回大会が実施された。第10回（1968年）より「HBC杯ジャンプ大会」と改称された。
第16回（1974年）から第41回（1999年、荒天中止）まで「HBC杯国際ジャンプ競技大会」として宮様スキー大会国際競技会に隣接して実施された。この内、第33回（1991年）および第35回（1993年）は環太平洋カップ、第36回（1994年、荒天中止）から第41回（1999年、荒天中止）は（インタ）コンチネンタルカップとして実施された。
第42回（2000年）以降は国内戦の「HBCカップジャンプ競技会」となり、第46回（2004年）から第62回（2020年）まで、国内で唯一のノックアウト方式が採用されていた。女子組は第50回（2008年）に創設された。
通常は大倉山ジャンプ競技場が会場となるが、第12回（1970年）および第58回（2016年）は宮の森ジャンプ競技場が会場となった。国内戦では稀である優勝賞金が設定されており、2022年現在の賞金は100万円である。

## 歴代優勝者

### 男子組
| 回数 | 日付           | 会場             | 氏名                     | 所属             | 得点  | 1本目(m) | 2本目(m) |                   |
| ---- | -------------- | ---------------- | ------------------------ | ---------------- | ----- | -------- | -------- | ----------------- |
| 1    | 1959年3月4日   | 大倉シャンツェ   | 吉沢広司                 | 同和花岡         | 326.0 | 79.0     | 72.5     | 79.5 三飛躍三採用 |
| 2    | 1960年1月9日   | 大倉シャンツェ   | 菊地定夫                 | 雪印乳業         | 337.6 | 75.0     | 85.0     | 84.5 三飛躍三採用 |
| 3    | 1961年3月3日   | 大倉シャンツェ   | 安達晟                   | 国鉄北海道       | 219.6 | 86.0     | 90.0     |                   |
| 4    | 1962年3月2日   | 大倉シャンツェ   | 菊地定夫                 | 雪印乳業         | 214.5 | 81.5     | 68.5     |                   |
| 5    | 1963年3月1日   | 大倉シャンツェ   | 笠谷幸生                 | 余市スキークラブ | 117.0 | 86.5     | ─        |                   |
| 6    | 1964年3月5日   | 大倉シャンツェ   | 笠谷幸生                 | 明治大学         | 255.2 | 79.0     | 86.0     |                   |
| 7    | 1965年3月4日   | 大倉シャンツェ   | 藤沢隆                   | 早稲田大学       | 228.4 | 95.0     | 94.5     |                   |
| 8    | 1966年3月10日  | 大倉シャンツェ   | 藤沢隆                   | 国土計画         | 213.4 | 87.5     | 83.5     |                   |
| 9    | 1967年3月1日   | 大倉シャンツェ   | 青地清二                 | 雪印乳業         | 222.8 | 79.0     | 90.5     |                   |
| 10   | 1968年3月8日   | 大倉シャンツェ   | 藤沢隆                   | 国土計画         | 219.4 | 96.0     | 98.0     |                   |
| 11   | 1969年3月7日   | 大倉シャンツェ   | ヨセフ・マトウシュ       | チェコスロバキア | 237.1 | 100.5    | 104.0    |                   |
| 12   | 1970年2月25日  | 宮の森シャンツェ | 斎藤幸三                 | 芝浦工業大学     | 212.5 | 77.0     | 74.5     |                   |
| 13   | 1970年12月28日 | 大倉山シャンツェ | 笠谷幸生                 | ニッカウヰスキー | 240.5 | 102.0    | 103.5    |                   |
| 14   | 1972年1月8日   | 大倉山シャンツェ | 青地清二                 | 雪印乳業         | 225.2 | 102.0    | 98.5     |                   |
| 15   | 1973年2月10日  | 大倉山シャンツェ | 伊藤高男                 | 専修大学         | 221.3 | 95.5     | 104.0    |                   |
| 16   | 1974年3月4日   | 大倉山シャンツェ | 笠谷幸生                 | ニッカウヰスキー | 220.4 | 100.5    | 98.0     |                   |
| 17   | 1975年2月22日  | 大倉山シャンツェ | 金子茂                   | 農材工業         | 248.0 | 108.0    | 107.0    |                   |
| 18   | 1976年2月28日  | 大倉山シャンツェ | ラインホルト・バハラー   | オーストリア     | 253.0 | 107.5    | 110.0    |                   |
| 19   | 1977年2月26日  | 大倉山シャンツェ | アロイス・リップブルガー | オーストリア     | 209.4 | 98.5     | 97.5     |                   |
| 20   | 1978年2月4日   | 大倉山シャンツェ | 伊藤高男                 | 国土計画         | 247.5 | 114.0    | 101.0    |                   |
| 21   | 1979年2月24日  | 大倉山シャンツェ | ペール・ベルゲルード     | ノルウェー       | 235.1 | 101.5    | 107.5    |                   |
| 22   | 1980年3月1日   | 大倉山シャンツェ | カリ・ユリアンティラ     | フィンランド     | 255.6 | 104.5    | 114.5    |                   |
| 23   | 1981年2月28日  | 大倉山シャンツェ | V.ヨルゲンセン           | ノルウェー       | 244.0 | 110.0    | 105.0    |                   |
| 24   | 1982年3月6日   | 大倉山シャンツェ | 八木弘和                 | たくぎん         | 241.2 | 104.0    | 106.5    |                   |
| 25   | 1983年2月19日  | 大倉山シャンツェ | A.ヒルナー               | オーストリア     | 251.8 | 116.5    | 103.0    |                   |
| 26   | 1984年3月4日   | 大倉山シャンツェ | 秋元正博                 | 地崎工業         | 225.0 | 112.0    | 108.0    |                   |
| 27   | 1985年2月15日  | 大倉山シャンツェ | K.オール                 | ノルウェー       | 196.8 | 108.0    | 99.0     |                   |
| 28   | 1986年2月15日  | 大倉山シャンツェ | 秋元正博                 | 地崎工業         | 198.9 | 107.5    | 102.5    |                   |
| 29   | 1987年2月28日  | 大倉山シャンツェ | T.ペデルセン             | ノルウェー       | 183.9 | 92.5     | 116.0    |                   |
| 30   | 1988年3月5日   | 大倉山シャンツェ | 嶋宏大                   | 地崎工業         | 200.9 | 107.5    | 111.0    |                   |
| 31   | 1989年3月4日   | 大倉山シャンツェ | 冨谷茂樹                 | 東京美装         | 211.0 | 112.0    | 109.0    |                   |
| 32   | 1990年3月3日   | 大倉山シャンツェ | 上原子次郎               | コクド           | 197.5 | 106.0    | 103.5    |                   |
| 33   | 1991年2月23日  | 大倉山シャンツェ | 東和広                   | 日本空調サービス | 227.0 | 113.5    | 119.0    |                   |
| 34   | 1992年3月7日   | 大倉山シャンツェ | 西方仁也                 | 雪印乳業         | 241.5 | 123.5    | 116.5    |                   |
| 35   | 1993年3月6日   | 大倉山シャンツェ | 原田雅彦                 | 雪印乳業         | 227.1 | 118.5    | 108.0    |                   |
| 36   | 1994年3月5日   | 大倉山シャンツェ | 荒天中止                 |                  |       |          |          |                   |
| 37   | 1995年2月25日  | 大倉山シャンツェ | 伊藤直人                 | 雪印乳業         | 231.7 | 121.0    | 108.0    |                   |
| 38   | 1996年3月9日   | 大倉山シャンツェ | 原田雅彦                 | 雪印乳業         | 257.9 | 119.0    | 126.5    |                   |
| 39   | 1997年3月8日   | 大倉山シャンツェ | F.クリスマイヤー         | オーストリア     | 111.3 | 118.5    | ─        |                   |
| 40   | 1998年3月7日   | 大倉山シャンツェ | 荒天中止                 |                  |       |          |          |                   |
| 41   | 1999年3月6日   | 大倉山シャンツェ | 荒天中止                 |                  |       |          |          |                   |
| 42   | 2000年1月10日  | 大倉山シャンツェ | 岡部孝信                 | 雪印             | 229.1 | 112.0    | 125.0    |                   |
| 43   | 2001年1月8日   | 大倉山シャンツェ | 原田雅彦                 | 雪印             | 284.1 | 132.5    | 134.5    |                   |
| 44   | 2002年1月14日  | 大倉山シャンツェ | 岡部孝信                 | 雪印             | 284.4 | 131.0    | 139.5    |                   |
| 45   | 2003年1月13日  | 大倉山シャンツェ | 宮平秀治                 | ミズノ           | 256.7 | 117.0    | 139.5    |                   |

| 回数 | 日付          | 会場                   | 氏名       | 所属             | 得点  | 決勝記録(m) |
| ---- | ------------- | ---------------------- | ---------- | ---------------- | ----- | ----------- |
| 46   | 2004年1月12日 | 大倉山シャンツェ       | 葛西紀明   | 土屋ホーム       | 148.9 | 140.5       |
| 47   | 2005年1月10日 | 大倉山シャンツェ       | 重松健太郎 | 東京美装         | 139.8 | 133.5       |
| 48   | 2006年1月9日  | 大倉山シャンツェ       | 吉岡和也   | 土屋ホーム       | 144.9 | 135.5       |
| 49   | 2007年1月8日  | 大倉山シャンツェ       | 荒天中止   |                  |       |             |
| 50   | 2008年1月14日 | 大倉山シャンツェ       | 高野鉄平   | 日本空調サービス | 125.8 | 126.0       |
| 51   | 2009年1月12日 | 大倉山シャンツェ       | 岡部孝信   | 雪印             | 145.4 | 135.5       |
| 52   | 2010年1月11日 | 大倉山シャンツェ       | 伊東大貴   | 雪印             | 115.6 | 122.0       |
| 53   | 2011年1月10日 | 大倉山シャンツェ       | 伊東大貴   | 雪印             | 149.7 | 139.0       |
| 54   | 2012年1月9日  | 大倉山シャンツェ       | 小林潤志郎 | 東海大学         | 140.8 | 133.5       |
| 55   | 2013年1月14日 | 大倉山シャンツェ       | 清水礼留飛 | 雪印メグミルク   | 137.1 | 132.0       |
| 56   | 2014年1月13日 | 大倉山シャンツェ       | 伊東大貴   | 雪印メグミルク   | 133.5 | 130.0       |
| 57   | 2015年1月12日 | 大倉山シャンツェ       | 栃本翔平   | 雪印メグミルク   | 148.8 | 141.0       |
| 58   | 2016年1月11日 | 宮の森シャンツェ       | 伊東大貴   | 雪印メグミルク   | 140.5 | 101.0       |
| 59   | 2017年1月9日  | 大倉山シャンツェ K=123 | 中村直幹   | 東海大学         | 112.1 | 122.5       |
| 60   | 2018年2月25日 | 大倉山シャンツェ       | 小林陵侑   | 土屋ホーム       | 142.2 | 137.0       |
| 61   | 2019年1月14日 | 大倉山シャンツェ       | 佐藤慧一   | 雪印メグミルク   | 135.7 | 134.5       |
| 62   | 2020年1月13日 | 大倉山シャンツェ       | 渡部弘晃   | 東京美装         | 135.3 | 134.0       |

| 回数 | 日付          | 会場             | 氏名     | 所属           | 得点  | 1本目(m) | 2本目(m) |
| ---- | ------------- | ---------------- | -------- | -------------- | ----- | -------- | -------- |
| 63   | 2021年1月11日 | 大倉山シャンツェ | 二階堂蓮 | 東海大学       | 233.4 | 130.0    | 131.0    |
| 64   | 2022年1月10日 | 大倉山シャンツェ | 岩佐勇研 | 東京美装       | 267.7 | 129.5    | 141.0    |
| 65   | 2023年1月9日  | 大倉山シャンツェ | 山元豪   | ダイチ         | 239.0 | 135.0    | 132.5    |
| 66   | 2024年1月8日  | 大倉山シャンツェ | 中止     | 中止           | 中止  | 中止     | 中止     |
| 67   | 2025年1月13日 | 大倉山シャンツェ | 佐藤慧一 | 雪印メグミルク | 248.8 | 131.0    | 130.5    |

- 第52回大会の予選ラウンドで葛西紀明が145.0mのバッケンレコード・タイをマークした。

### 女子組
| 回数 | 日付          | 会場                   | 氏名       | 所属                           | 得点  | 決勝記録(m) |
| ---- | ------------- | ---------------------- | ---------- | ------------------------------ | ----- | ----------- |
| 50   | 2008年1月14日 | 大倉山シャンツェ       | 山田いずみ | 神戸クリニック                 | 132.1 | 132.0       |
| 51   | 2009年1月12日 | 大倉山シャンツェ       | 伊藤有希   | 下川中学校                     | 77.0  | 102.5       |
| 52   | 2010年1月11日 | 大倉山シャンツェ       | 渡瀬あゆみ | 神戸クリニック                 | 120.0 | 111.0       |
| 53   | 2011年1月10日 | 大倉山シャンツェ       | 高梨沙羅   | 上川中学校                     | 146.8 | 141.0       |
| 54   | 2012年1月9日  | 大倉山シャンツェ       | 葛西賀子   | 日本空調サービス               | 120.0 | 125.0       |
| 55   | 2013年1月14日 | 大倉山シャンツェ       | 茂野美咲   | ライズJC                       | 110.5 | 120.0       |
| 56   | 2014年1月13日 | 大倉山シャンツェ       | 伊藤有希   | 土屋ホーム                     | 130.3 | 128.5       |
| 57   | 2015年1月12日 | 大倉山シャンツェ       | 伊藤有希   | 土屋ホーム                     | 52.2  | 89.5        |
| 58   | 2016年1月11日 | 宮の森シャンツェ       | 高梨沙羅   | クラレ                         | 130.0 | 99.0        |
| 59   | 2017年1月9日  | 大倉山シャンツェ K=123 | 小林諭果   | 早稲田大学                     | 96.5  | 115.5       |
| 60   | 2018年2月25日 | 大倉山シャンツェ       | 勢藤優花   | 北海道ハイテクアスリートクラブ | 87.9  | 111.0       |
| 61   | 2019年1月14日 | 大倉山シャンツェ       | 伊藤有希   | 土屋ホーム                     | 119.4 | 126.0       |
| 62   | 2020年1月13日 | 大倉山シャンツェ       | 丸山希     | 明治大学                       | 112.0 | 123.0       |

| 回数 | 日付          | 会場             | 氏名     | 所属                | 得点  | 1本目(m) | 2本目(m) |
| ---- | ------------- | ---------------- | -------- | ------------------- | ----- | -------- | -------- |
| 63   | 2021年1月11日 | 大倉山シャンツェ | 伊藤有希 | 土屋ホーム          | 253.9 | 138.5    | 129.0    |
| 64   | 2022年1月10日 | 大倉山シャンツェ | 小林諭果 | CHINTAIスキークラブ | 223.7 | 125.5    | 132.5    |
| 65   | 2023年1月9日  | 大倉山シャンツェ | 伊藤有希 | 土屋ホーム          | 216.8 | 128.5    | 119.5    |
| 66   | 2024年1月8日  | 大倉山シャンツェ | 中止     | 中止                | 中止  | 中止     | 中止     |
| 67   | 2025年1月13日 | 大倉山シャンツェ | 勢藤優花 | オカモトグループ    | 228.9 | 120.5    | 126.5    |

- 第53回大会準決勝で伊藤有希が139.5mの女子バッケンレコードをマーク、決勝では高梨沙羅が141.0mの女子バッケンレコードをマークした。

参考資料：北海道新聞縮刷版各年版、HBCカップジャンプ競技会開催要領

## 特別ルール：ノックアウト方式
- 同じ「ノックアウト方式」の名称でもジャンプ週間で用いられる「『予選1位と同50位、同2位と同49位…同24位と同27位、同25位と同26位』が対戦して勝者25人とポイントの高い敗者上位5人（ラッキールーザー）が2本目に進む」というものとは異なる。
- 参加選手全員により予選を行い上位16名（2015年以降は8名）がトーナメントに進む。
- 予選、およびトーナメントすべてのラウンドは1回のジャンプで行なう。2015年から2017年は男子はトーナメント準決勝からとなっている。
- トーナメント1回戦（16名）はペア（2名ずつ、1位対16位、2位対15位…）で競い、それぞれの勝者8名が準決勝に進む。（2014年まで）
- トーナメント準決勝（8名）もペア（2名ずつ）で競い、それぞれの勝者4名が決勝に進む。トーナメント決勝は準決勝の勝者4名全員で順位（1位～4位）を決める。また1位が同点の場合は再試合（プレーオフ）を行なう。（2017年まで）
- 2018年からは、予選上位8人がトーナメントに進み、準々決勝（8人、1位対8位、2位対7位…）、準決勝（4人）、三位決定戦・決勝ともペア（2人ずつ）で競う。
- 女子組においては、予選上位4人がトーナメントに進み、準決勝（1位対4位、2位対3位）、三位決定戦・決勝ともペア（2人ずつ）で競う。

## テレビ放送
- テレビ放送は第1回大会より行われており[4]、協賛社の北海道放送（HBC）を制作局としてTBS系列全国28局ネットで開催当日に録画放送されている。
- 3月1日（土曜日）開催であった1980年は、東京12チャンネル・南日本放送（MBC）共同制作の『プロ野球オープン戦中継・ロッテオリオンズ対読売ジャイアンツ戦』（鹿児島県立鴨池野球場、生中継は15:00 - 17:00に放送[注 1]）を放送した一部系列局[注 2]が、本大会の中継（16:00 - 17:00）をネットしなかった[5]。
- 2000年以後は成人の日に開催され、放送時間は14:55 ‐ 15:49（JST、2025年現在）に放送されているが、宮崎放送（mrt）では2003年より同日14 - 16時台に「全国高等学校サッカー選手権大会」（民放43社共同制作）決勝を放送しているため、同中継終了後に放送されている（2025年は16:45 - 17:39）。なお、2015年は制作局に限り、14:44 - 14:55に『もうすぐHBCカップジャンプ』を別途放送。さらに2016年は「全国高校ラグビー大会」決勝中継のため15:25から放送（先述通り宮崎放送では別時間帯）。
- 2017年の放送では、北海道放送が朝日新聞とコラボレーションを実施し、この日の同紙朝刊テレビ欄に「タテ読み」が用いられ、番組部分には薄青色の網掛けに「H」の白抜きが施された。同日の中継にはゲストとして、お笑いコンビ・オードリーの春日俊彰も出演した[6]。
- 2018年は平昌五輪の開催に伴う影響で日程が変更となり、2月25日[注 3]に行われた。なお、この年は中継は行わず[注 4]、後日収録の形で『2018HBCカップジャンプ〜スキージャンプのミカタ〜』と題した特番を3月3日15:00 - 15:54にTBS系列にて全国ネットで放送、司会は田中裕二（爆笑問題）が務めた[7]。
- 2022年は男女とも出場者全員の1本目の競技をHBC公式YouTubeでライブ配信し、テレビでは従来通り成績上位者の1、2本目を放送した。